# Rafael Calzada
Rafael Calzada è un comune dell'Argentina, situato nella provincia di Buenos Aires.